# Рансъм Ригс
Рансъм Ригс (на английски: Ransom Riggs) е американски журналист, фотограф, кинематографист и писател на бестселъри в жанра фентъзи и хорър.

## Биография и творчество
Рансъм Ригс е роден през 1980 г. в стара 200-годишна ферма на източния бряг на Мериленд, САЩ. Израства в Енгълууд, Флорида, където завършва училището за даровити деца „Pine View“. От ученическата си възраст се опитва да пише истории ползвайки стара пишеща машина, като също е запленен и от фотографията. Докато е в гимназията три лета ходи на семинари за писатели в Университета на Вирджиния, където среща известни личности и го мотивира да иска да бъде писател.
Учи в колежа Кениън, Охайо, и завършва пред 2001 г. с бакалавърска степен по английска литература. През 2006 г. завършва кинематография в Университета на Южна Калифорния. След дипломирането си в продължение на 5 години пише като ежедневен блогър за „MentalFloss.com“ и прави късометражни филми за Интернет.
През 2009 г. е издадена документалната му книга „Наръчникът на Шерлок Холмс: Методите и мистериите на най-великия детектив“, която е част от представянето на филма „Шерлок Холмс“. В нея той анализира методите на великия детектив Шерлок Холмс – как използва дедукцията, как се дигизира, как разпознава шифъра, каква е организацията на Скотланд Ярд, и мн. други.
Събира стари любителски фотографии, с които има идея да направи документална книга. По предложение на своя редактор написва история свързана с тях, която става първия му художествен роман.
През 2011 г. е публикуван хорър фентъзи романът му „Домът на мис Перигрин за чудати деца“ от поредицата „Мис Перигрин“. Главен герой е шестнайсетгодишният Джейкъб, който попада на далечен самотен остров ĸрай брега на Уелс, където открива развалините на дома на мис Перигрин. Дали всичко от дома и децата в него е останало в миналото или животът продължава? Смразяващото фентъзи е илюстрирано със стари призрачни винтидж фотографии. Книгата става бестселър и го прави известен. През 2016 г. филмът е екранизиран в едноименния филм с участието на Ева Грийн, Самюел Джаксън и Алисън Джени.
През 2013 г. се жени за писателката Тахере Мафи. На 30 юни 2017 г. те имат дъщеря, Лейла.
Рансъм Ригс живее със семейството си в Ървайн, Калифорния.

## Произведения

### Самостоятелни романи
- Arcanum (2015)

### Серия „Домът на мис Перигрин за чудати деца“ (Miss Peregrine)
1. Miss Peregrine's Home for Peculiar Children (2011)
Домът на мис Перигрин за чудати деца, изд.: ИК „Бард“, София (2014), прев. Елика Рафи
2. Hollow City (2014)
Градът на гладните, изд.: ИК „Бард“, София (2015), прев. Юлиян Стойнов
3. Library of Souls (2015)
Библиотеката на душите, изд.: ИК „Бард“, София (2017), прев. Юлиян Стойнов
4. A Map of Days (2018)
Атлас на дните, изд.: ИК „Бард“, София (2019), прев. Юлиян Стойнов
5. The Conference of the Birds (2020)
Съборът на птиците, изд.: ИК „Бард“, София (2020), прев. Юлиян Стойнов
6. The Desolations of Devil's Acre (2021)
Опустошенията на дяволското гробище, изд.: ИК „Бард“, София (2021), прев. Стефан Теодосиев
7. Miss Peregrine's Museum of Wonders (2022)

- Tales of the Peculiar (2016) – сборник разкази
Приказки за чудатите, изд.: ИК „Бард“, София (2017), прев.

### Документалистика
- The Sherlock Holmes Handbook (2009)
Наръчникът на Шерлок Холмс: Методите и мистериите на най-великия детектив, изд. „Интенс“, (2009), прев. Златомира Иванова, Евелина Пенева
- Talking Pictures (2012)

### Екранизации
(частична филмография)
- 2016 Домът на мис Перигрин за чудати деца – по романа
- 2011 The Accidental Sea – кратък филм, режисьор
- 2009 Infamous – диалог за видеоиграта
- 2006 Portable Living Room – кратък филм, режисьор
- 2006 Spaceboy – кратък филм, режисьор